# Резолюция 278 на Съвета за сигурност на ООН
Резолюция 278 на Съвета за сигурност на ООН, приета единодушно на 11 май 1970 г., приветства съдържащо се в доклада на специалния представител на генералния секретар от 30 април 1970 заключение, че огромното мнозинство от народа на Бахрейн желае да придобие признание на своята самобитност в напълно независима и суверенна държава, която е свободна сама да решава въпросите, касаещи отношенията ѝ с другите държави.